# Vòng loại Cúp bóng đá nữ châu Á 2008
Vòng loại Cúp bóng đá nữ châu Á 2008 được tổ chức từ tháng 10 năm 2007 tới 28 tháng 3 năm 2008 nhằm xác định các đội tuyển dự vòng chung kết.

## Vòng một
Lượt đi diễn ra vào ngày 20 tháng 10 năm 2007 tại Ấn Độ. Lượt về diễn ra vào ngày 27 tháng 10 năm 2007 tại Iran.
| Đội 1 | TTS   | Đội 2 | Lượt đi | Lượt về |
| ----- | ----- | ----- | ------- | ------- |
| Ấn Độ | 4 - 5 | Iran  | 3 - 1   | 1 - 4   |

Lượt đi diễn ra vào ngày 20 tháng 10 năm 2007 tại Hồng Kông. Lượt về diễn ra vào ngày 27 tháng 10 năm 2007 tại Philippines.
| Đội 1     | TTS   | Đội 2       | Lượt đi | Lượt về |
| --------- | ----- | ----------- | ------- | ------- |
| Hồng Kông | 3 - 4 | Philippines | 2 - 3   | 1 - 1   |

Lượt đi diễn ra vào ngày 20 tháng 10 năm 2007 tại Singapore. Lượt về diễn ra vào ngày 27 tháng 10 năm 2007 tại Malaysia.
| Đội 1     | TTS   | Đội 2    | Lượt đi | Lượt về |
| --------- | ----- | -------- | ------- | ------- |
| Singapore | 1 - 2 | Malaysia | 0 - 2   | 1 - 0   |

## Vòng hai

### Bảng A
Diễn ra tại Thành phố Hồ Chí Minh, Việt Nam.
| Đội               | Đ | Tr | T | H | B | BT | BB | HS |
| ----------------- | - | -- | - | - | - | -- | -- | -- |
| Việt Nam          | 9 | 3  | 3 | 0 | 0 | 8  | 2  | +6 |
| Đài Bắc Trung Hoa | 3 | 3  | 1 | 0 | 2 | 6  | 6  | 0  |
| Iran              | 3 | 3  | 1 | 0 | 2 | 5  | 8  | −3 |
| Myanmar           | 3 | 3  | 1 | 0 | 2 | 2  | 5  | −3 |

| Myanmar | 0 – 3 | Đài Bắc Trung Hoa                           |
| ------- | ----- | ------------------------------------------- |
|         |       | Vương Tương Huệ 18' · Lâm Ngọc Huệ 60', 81' |

| Việt Nam                                                           | 4 – 1 | Iran        |
| ------------------------------------------------------------------ | ----- | ----------- |
| Văn Thị Thanh 20' · Đỗ Thị Ngọc Châm 21', 55' · Bùi Thị Phượng 86' |       | Hashemi 82' |

| Đài Bắc Trung Hoa    | 1 – 3 | Việt Nam                                        |
| -------------------- | ----- | ----------------------------------------------- |
| Kuo Tzu-hui 9' (pen) |       | Đỗ Thị Ngọc Châm 6', 22' · Đoàn Thị Kim Chi 51' |

| Iran       | 1 – 2 | Myanmar                |
| ---------- | ----- | ---------------------- |
| Hashemi 6' |       | Htwe My Nilar 11', 68' |

| Myanmar | 0 – 1 | Việt Nam             |
| ------- | ----- | -------------------- |
|         |       | Đỗ Thị Ngọc Châm 65' |

| Đài Bắc Trung Hoa                | 2 – 3 | Iran                  |
| -------------------------------- | ----- | --------------------- |
| Lại Lệ Cầm 21' · Kuo Tzu-Hui 39' |       | Mahmoudi 6', 11', 82' |

### Bảng B
Diễn ra tại Nakhon Ratchasima, Thái Lan
| Đội         | Đ | Tr | T | H | B | BT | BB | HS  |
| ----------- | - | -- | - | - | - | -- | -- | --- |
| Hàn Quốc    | 9 | 3  | 3 | 0 | 0 | 22 | 0  | +22 |
| Thái Lan    | 6 | 3  | 2 | 0 | 1 | 20 | 4  | +16 |
| Philippines | 1 | 3  | 0 | 1 | 2 | 0  | 13 | −13 |
| Malaysia    | 1 | 3  | 0 | 1 | 2 | 0  | 25 | −25 |

| Thái Lan                                                                                                  | 11 – 0 | Malaysia |
| --- | ------ | -------- |
| Sornsai 24', 28', 30', 56' · Chawong 40' · Romyen 41', 43', 62', 90' · Srangthaisong 72' · Thiangtham 88' |        |          |

| Hàn Quốc                                              | 4 – 0 | Philippines |
| ----------------------------------------------------- | ----- | ----------- |
| Lee Sae-eun 9', 18', 84' (pen) · Lee Eun-mi 73' (pen) |       |             |

| Malaysia | 0 – 14 | Hàn Quốc |
| -------- | ------ | --- |
|          |        | Park Hee-young 18' (ph.đ.), 39' · Yoo Young-a 31', 55', 71' · Lee Eun-Mi 35' (ph.đ.), 84' · Jeon Ga-eul 61', 81', 87', 90' · Han Song-i 68', 79' · Oyao 77' (l.n.) |

| Philippines | 0 – 9 | Thái Lan                                                                                  |
| ----------- | ----- | ----------------------------------------------------------------------------------------- |
|             |       | Maijarern 7' · Romyen 8', 43' · Sornsai 11', 31', 81' · Chawong 17', 90+1' · Kaeobaen 84' |

| Thái Lan | 0 – 4 | Hàn Quốc                                  |
| -------- | ----- | ----------------------------------------- |
|          |       | Han Song-i 18', 30' · Lee Eun-mi 25', 38' |

| Malaysia | 0 – 0 | Philippines |
| -------- | ----- | ----------- |
|          |       |             |